# Karel Skalník
Karel Skalník (3. listopadu 1802 Hořín – 16. listopadu 1880 Mariánské Lázně) byl český umělecký zahradník.

## Život
Narodil se jako prvorozený syn do rodiny uměleckého zahradníka Václava Skalníka a jeho ženy Teresie. V závěru života svého otce a předně po jeho smrti (1861) pečoval o mariánskolázeňské parky a pokračoval v jejich rozvoji. Studoval na Univerzitě Karlově a v Mariánských Lázních založil geologickou sbírku, v níž pak pokračoval jeho syn Karel. Sledoval také mariánskolázeňské meteorologické poměry. Na výsledky jeho pozorování se ve svých dílech odvolává Karl Heidler von Heilborn, jenž Skalníka považoval a označoval za schopného vědce. Heidlerův obdiv si získala též zásobní zahrada, v níž Skalník pěstoval i vzácné rostliny, které získával výměnou od hostů, jež se přijížděli do lázní léčit.

## Rodina
Skalník se 16. května 1823 oženil s Annou Ludmilou Kubátovou, Češkou z Mariánských Lázní. Ze svazku vzešlo osm dětí, z nichž dva synové, a sice starší Karel a mladší Albert, se také věnovali zahradnictví. Manželka přežila svého chotě Karla Skalníka o šest let a zemřela v roce 1886.